# Leslie West
Pour les articles homonymes, voir West.
Leslie West (né le 22 octobre 1945 à New York et mort le 23 décembre 2020 à Palm Coast en Floride) est un guitariste, chanteur et auteur de chansons de rock américain.

## Biographie
Leslie West (de son vrai nom Leslie Weinstein) né à New York le 22 octobre 1945 est un guitariste de rock, chanteur et compositeur américain. Il est plus connu pour avoir été membre du groupe de hard rock Mountain.
Il a fait partie d'un groupe nommé The Vagrants. Puis il a créé avec Felix Pappalardi le groupe Mountain en 1969.
De 1972 à 1974, Leslie West a fait partie du supergroupe West, Bruce and Laing.
Il délaisse sa Gibson Les Paul pour une Steinberger M series (sans tête) dans les années 1980 et participe à un album instrumental réunissant quelques-uns des plus grands guitaristes des années 1970 Guitar speak sur "illegal records" en 1988. Et lors de la tournée qui suit, Night of the guitar, il laisse une marque profonde.
En juin 2011, à cause des conséquences de son diabète, il est amputé d'une partie de la jambe droite, mais remonte sur scène un mois après.
Le 24 décembre 2020, c'est par un communiqué de la firme Dean Guitars que l'on apprend la disparition de Leslie West, la veille, dont la santé s'est brutalement dégradée quelques jours auparavant.

## Style
Guitariste au son puissant et reconnaissable grâce à un vibrato grave profond et maitrisé, il a marqué l'histoire du hard rock avec des rythmiques riches (Nantucket sleighride, Why dontcha, Mississippi queen) et des solos inspirés, quoique parfois noyés dans le mixage, tout au long de sa carrière. Sa voix, à l'image de son physique imposant, est ample, éraillée, généreuse, il domine les mélodies sans forcer et aujourd'hui encore elle apporte un supplément d'âme à ses compositions. 
Fade into you sur l'album Still Climbing en 2013 est une bonne illustration de son touché très fin qui se prête aux arpèges bluesy, mais aussi de sa capacité (à 68 ans) à envoyer un riff surpuissant. Sur l'album Soundcheck en 2015 on retrouve entre autres Peter Frampton (ex-Humble Pie), Brian May (Queen), Jack Bruce (Cream), Max Middleton (ex-Jeff Beck Group), l'album atteint le numéro 2 au Billboard Top Blues Albums.

## Discographie
Pour ses disques avec Mountain et West, Bruce and Laing, voir les articles correspondants.
- 1969 Mountain
- 1975 The Great Fatsby
- 1976 The Leslie West Band
- 1988 Theme
- 1989 Alligator
- 1989 Night of the Guitar- Live!
- 1993 Live
- 1994 Dodgin' the Dirt
- 1999 As Phat as it Gets
- 2003 Blues to Die For
- 2005 Guitarded
- 2005 Got Blooze
- 2006 Blue Me
- 2011 Unusual Suspects (chart anglais : n° 153)[6],[7]
- 2013 Still Climbing (en)
- 2015 Soundcheck

Une compilation de singles enregistrés dans les années 1960 par The Vagrants a été publiée sous le titre The Great Lost Album en 1986. Mountain a aussi enregistré un album en concert, Mountain - Live (1972 Island Music - ZCI 9199). Sa face B propose une version de 18 minutes de Nantucket Sleighride.